# Condado de Fergus
O Condado de Fergus é um dos 56 condados do estado norte-americano de Montana. A sede de condado é Lewistown, que é também a sua maior cidade. O condado tem uma área de 11 266 km² (dos quais 28 km² estão cobertos por água), uma população de 11 893 habitantes, e uma densidade populacional de 1,06 hab/km² (segundo o censo nacional de 2000). O condado foi fundado em 1885 e recebeu o seu nome em homenagem ao pai de Andrew Fergus, um dos primeiros colonizadores da área.